# Distância interpupilar

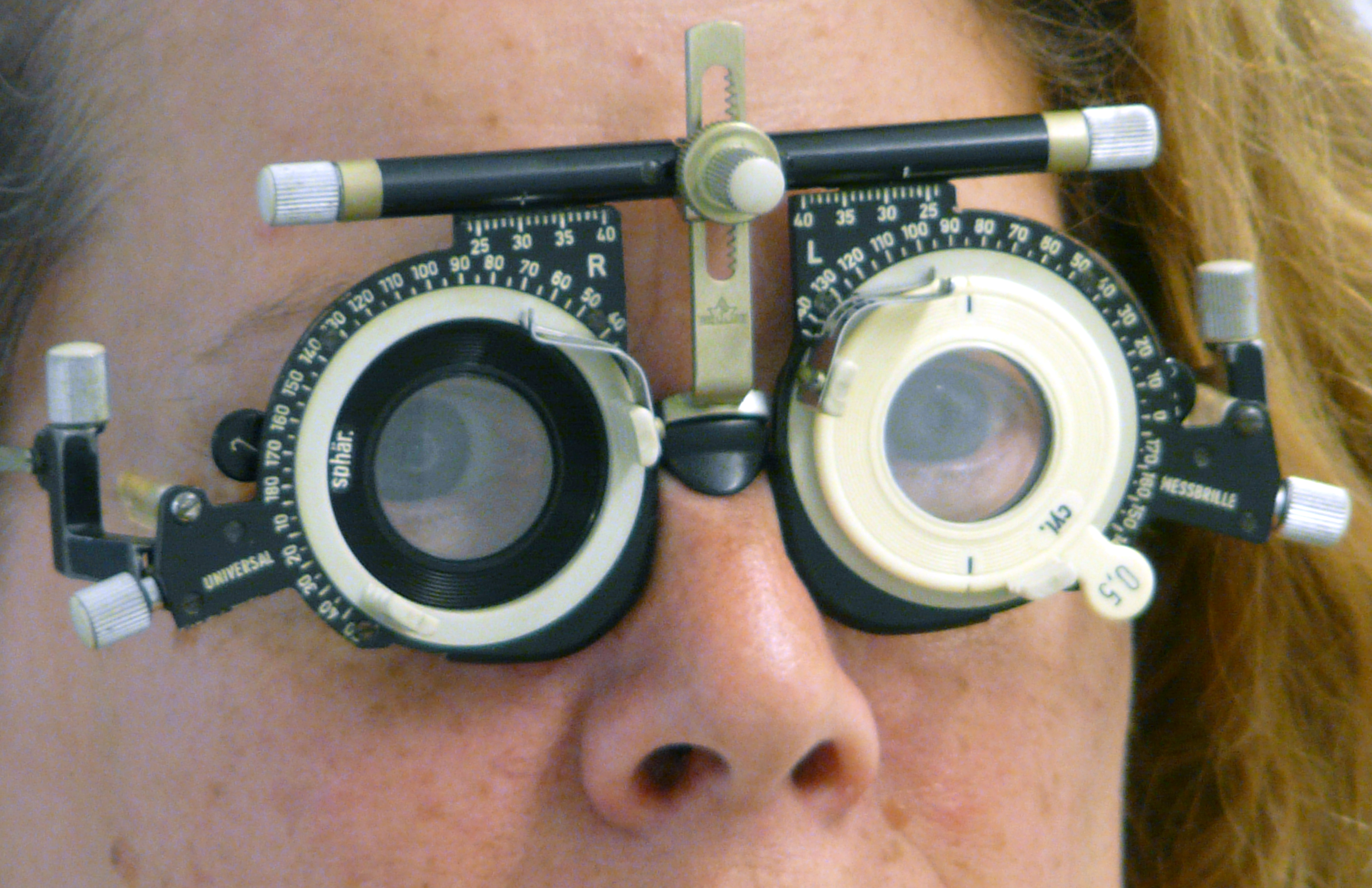
A DP monocular pode ser medida durante um exame oftalmológico.

A distância interpupilar, abreviado DIP (do inglês Inter-Pupillary Distance, IPD) é um termo optométrico que é a distância (em milímetros) entre as pupilas dos olhos. É a separação entre os eixos visuais dos olhos. Essa distância auxilia na compra de óculos, alinhando o centro das lentes com os olhos. A aplicação também é encontrada na estereoscopia, realidade virtual e, treinamento militar.

A diferença da distância interpupilar de pessoa para pessoa é também uma das características que altera a percepção estéreo. Podemos distinguir três tipos de distâncias interpupilares num HMD: a distância interpupilar do utilizador; a separação do eixo óptico dos dois sistemas ópticos monoculares; e a separação lateral usada para a criação de imagens estereoscópicas computacionalmente. Na maioria dos sistemas as duas últimas distâncias estão fixas, o que poderá criar imprecisão na profundidade dos objectos virtuais e fazer com que pessoas com uma distância interpupilar pequena atinjam os limites de fusão rapidamente.

A estereoscopia análise duas imagens da cena que são vistos por cada olho ligeiramente diferentes (devido à separação horizontal dos olhos ou distância interpupilar) e, o cérebro funde as duas imagens no córtex visual, assim o indivíduo tem informações de profundidade, distância, posição e tamanho dos objetos, gerando a sensação de visão tridimensional.
A distância interpupilar (IPD) é a separação entre os eixos visuais dos olhos em sua posição primária, conforme o sujeito fixa a visão em um objeto infinitamente distante. O IPD também descreve a distância entre as pupilas de saída ou eixos ópticos de um sistema óptico binocular. A distinção entre os IPD é a importância dos bancos de dados antropométricos e do design de dispositivos de visualização binocular com um ajuste de IPD que se adapte a uma população-alvo de usuários, como instrumentos como binóculos e microscópios podem ser usados por pessoas diferentes, a distância entre as peças oculares geralmente é ajustável. Em algumas aplicações, quando este não é definido corretamente, pode causar uma experiência desconfortável e cansaço visual.

## Classificação
DIP a distância que separa os dois olhos, de acordo com a literatura varia entre os 50 - 70 mm, sendo a média de 63 mm. De modo a incluir casos extremos e crianças é recomendado uma gama entre os 40 e 80 mm.
- IPD Próximo é a separação entre os eixos visuais no contexto dos óculos, à medida que o sujeito fixa em um objeto que está próximo.[3]
- IPD Intermediário está em um plano especificado entre o Distante e o Próximo.[3]
- IPD Monocular ou IPD binocular, refere-se à distância entre o eixo visual direito/esquerdo e a ponte do nariz, que pode ser ligeiramente diferente para cada olho devido a variação anatômica.[10][11] Para pessoas que precisam usar óculos graduados, a medição monocular do IPD por um oftalmologista ajuda a garantir que as lentes estarão localizadas na posição ideal;[12] o alinhamento correto entre o centro das lentes com o centro dos olhos.[1]

Embora o IPD seja um termo optométrico, integrante do exame de refração, usado para especificar óculos de prescrição/lentes corretoras, este é mais específico para o projeto de dispositivos de visualização binocular, onde ambas as pupilas precisam ser posicionadas dentro das saídas do sistema de visualização, que incluem microscópios binoculares: dispositivos de visão noturna (NVGs) e óculos VR (HMD); os dados IPD são usados nestes projetos para especificar a faixa de ajuste lateral da óptica ócular de saída.

## Medição

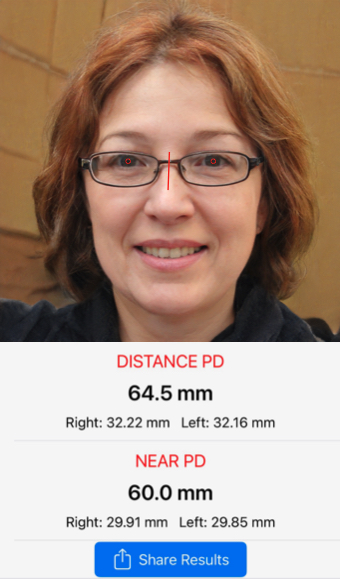
Medição de IPD usando aplicativo (PD+ da Zernike)

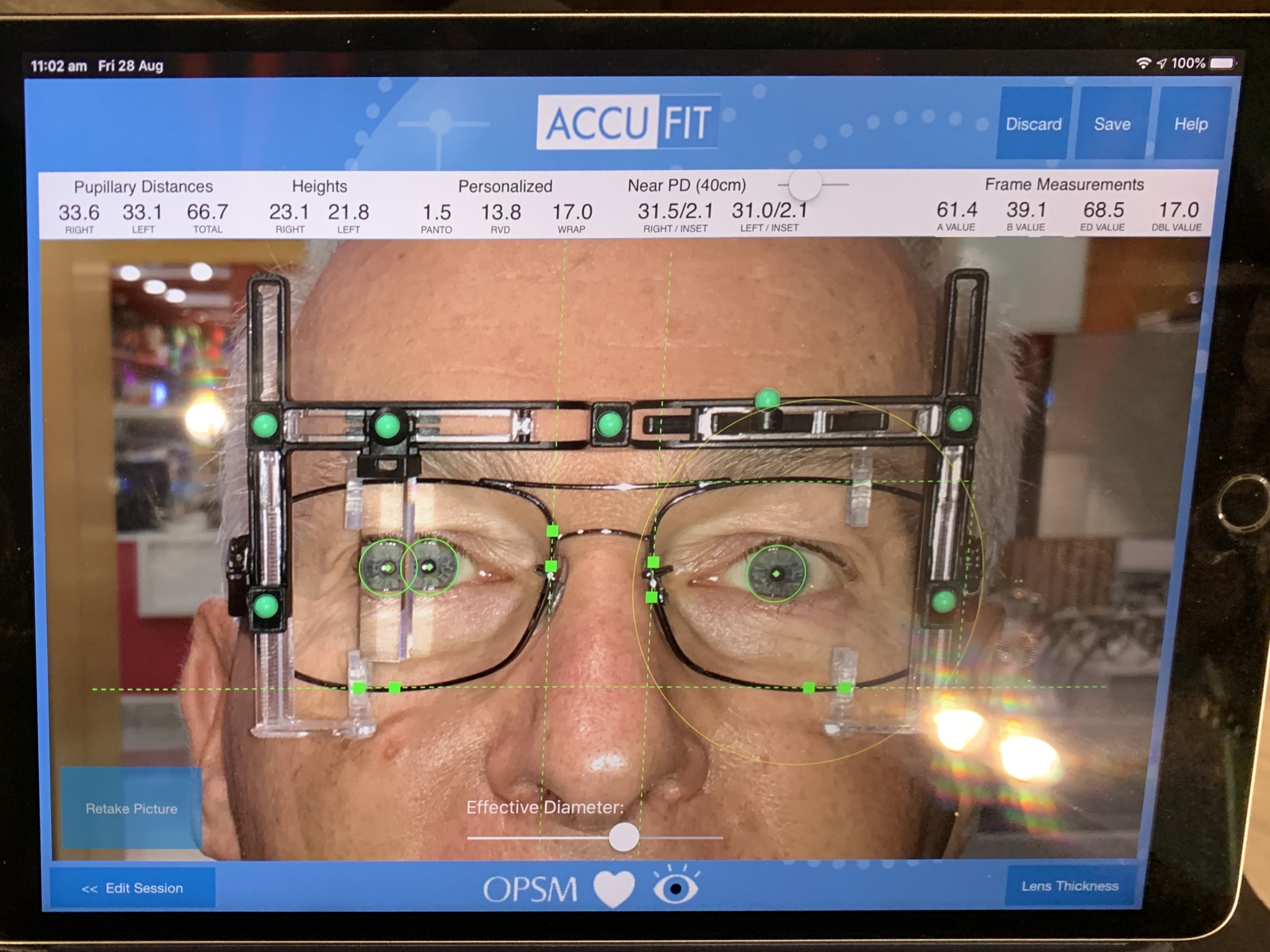
Medição da distância pupilar com aplicativo para iPad

Existe duas medidas, a medição binocular (de pupila à pupila) e a medição monocular (de pupila ao centro da ponte nasal), com medições normalmente feitas em milímetros. Há diversas maneiras de se medir a DIP, porém existem dois método mais usado, a escala milimetrada (régua, IPD Stick) e também o autorrefrator(reflexo da córnea, foco manual ou automático), cada vez mais usado em consultórios pelo médio oftalmologista durante o exame oftalmológico. Atualmente considera-se que o pupilômetro seja o aparelho ideal para esta tarefa (pupilômetro de reflexão corneana essilor).  instrumento autorrefrator colocado na ponte do nariz para a observação do reflexo da córnea produzido por uma luz coaxial embutida.
Porém, estudo recente informa que a retinoscopia (reflexão da luz na retina) realizada por um médico experiente fornece uma estimativa mais precisa que a autorrefração. Assim este método é a medição inicial dentro de um processo para à prescrição final de um auxílio visual, com base em testes ubjetivos e no equilíbrio binocular.
Atualmente para auxiliar a medição existem uma variedade de aplicativos na web e aplicativos móveis (Android e iOS); o modo online é usado por um vendedor de óculos a distância, onde um objeto de tamanho conhecido, como um cartão de crédito, é usado como referência de tamanho no processo de medição da distância interpupilar, ajuda a fazer medições precisas. Nos  aplicativos móveis foi eliminado a necessidade de um objeto de referência, usando imagens de profundidade e algoritmos avançados. Ferramentas que tornaram-se muito úteis à medida que a compra online de óculos popularizou-se (principalmente durante a pandemia de covid-19).
Um estudo feito por Celso Marcelo da Cunha e Renato José Bett Correia na população présbita brasileira (condição associada ao envelhecimento do olho) o tamanho médio da DIP e a convergência ocular na faixa de idade de 55 anos (pupilômetro): DIP 65,02 ± 2,78 no sexo masculino e 62,47 ± 3,15 mm no sexo feminino, com convergência média de 5,00 ± 0,5mm. Este estudo sugere que a DIP média é menor na amostra feminina e, que existe variação da convergência ligada com a DIP.

## Nos dispositivos
Alguns dispositivos como o estereomicroscopio, um microscópio óptico que possui pupilas de visualização pequenas, é necessário fazer um ajuste de acordo com a distância interpupilar do utilizador; um tipo de dispositivo projetado para adaptar-se a uma grande variedade de medidas/usuários O óculos de visão noturna (NVG) de aviação ANVIS-9 têm uma faixa de ajuste de 52 a 72 milímetros.

A lupa binocular permite que o utilizador ajuste a distância interpupilar e a distância de trabalho, auxiliando na redução da fadiga dos olhos e costas.
O capacete do piloto de caça binocular (ou capacete com mira montada, do inglês Head Mounted Display - HMD) pode ser projetado com uma distância interpupilar fixa, minimizando o peso e custo, o que auxilia no conforto e na usabilidade; esta estratégia de projeto fixo pressupõe que a pupila de visualização será grande o suficiente para capturar uma faixa bem variada de distância interpupilar.
O IPD também é usado na ciência da visão binocular; por exemplo um haploscópio de bancada pode exigir a configuração da separação do espelho para cada sujeito experimental. Outras apresentações experimentais podem exigir o uso de DPI para controlar a convergência ocular e a profundidade binocular.

## Bancos de dados
Estão disponíveis bancos de dados antropométricos sobre a distância interpupilar de cada sexo, com desvio padrão, mínimo e máximo, e percentis (ex.: 5º e 95º; 1º e 99º, 50º ou mediana). Estes incluem o Manual Militar 743A do Departamento de Defesa dos Estados Unidos e a Pesquisa Antropométrica do Exército dos EUA de 2012:
| Gênero | Amostra tamanho | Significar | Desvio padrão | Mínimo | Máximo | Percentil | Percentil | Percentil | Percentil | Percentil |
| Gênero | Amostra tamanho | Significar | Desvio padrão | Mínimo | Máximo | 1º        | 5 ª       | 50º       | 95º       | 99º       |
| ------ | --------------- | ---------- | ------------- | ------ | ------ | --------- | --------- | --------- | --------- | --------- |
| Fêmea  | 1986            | 61,7       | 3.6           | 51,0   | 74,5   | 53,5      | 55,5      | 62,0      | 67,5      | 70,5      |
| Macho  | 4082            | 64,0       | 3.4           | 53,0   | 77,0   | 56,0      | 58,5      | 64,0      | 70,0      | 72,5      |

A distância interpupilar (DPI) varia em relação à idade e sexo, assim a indústria estereoscópica também deve levar em conta a variação da distância interpupilar e seus extremos, porque os produtos ópticos precisam ser capazes de lidar com muitos usuários possíveis.

Vários HMD binoculares que suportam visão noturna posicionam os sensores nas laterais do capacete, estendendo a distância interpupilar em aproximadamente 4x e criando hiperestereopsia, aumento da convergência ocular fazendo objetos pareçam mais próximos e com uma profundidade exagerada.